# Schizachyrium
Schizachyrium (synoniem: Ystia) is een geslacht uit de grassenfamilie (Poaceae). De soorten van dit geslacht komen voor in Afrika, gematigd Azië, tropisch Azië, Australazië, Oceanië, Noord-Amerika en Zuid-Amerika.

## Soorten (selectie)
Van het geslacht zijn onder meer de volgende soorten bekend:
- Schizachyrium beckii
- Schizachyrium bemarivense
- Schizachyrium brevifolium
- Schizachyrium claudopus
- Schizachyrium condensatum
- Schizachyrium crinizonatum
- Schizachyrium cubense
- Schizachyrium delavayi
- Schizachyrium delicatum
- Schizachyrium djalonicum
- Schizachyrium dolosum
- Schizachyrium exile
- Schizachyrium fragile
- Schizachyrium gaumeri
- Schizachyrium gracile
- Schizachyrium gracilipes
- Schizachyrium gresicola
- Schizachyrium impressum
- Schizachyrium jeffreysii
- Schizachyrium kwiluense
- Schizachyrium littorale
- Schizachyrium lomaense
- Schizachyrium lopollense
- Schizachyrium maclaudii
- Schizachyrium malacostachyum
- Schizachyrium maritimum
- Schizachyrium mexicanum
- Schizachyrium microstachyum
- Schizachyrium muelleri
- Schizachyrium mukuluense
- Schizachyrium niveum
- Schizachyrium nodulosum
- Schizachyrium occultum
- Schizachyrium pachyarthron
- Schizachyrium platyphyllum
- Schizachyrium pseudeulalia
- Schizachyrium pulchellum
- Schizachyrium radicosum
- Schizachyrium reedii
- Schizachyrium rhizomatum
- Schizachyrium sanguineum
- Schizachyrium scabriflorum
- Schizachyrium scintillans
- Schizachyrium scoparium
- Schizachyrium spadiceum
- Schizachyrium spicatum
- Schizachyrium sulcatum
- Schizachyrium thollonii
- Schizachyrium urceolatum
- Schizachyrium yangambiense